# Махмуд Иззат (футболист)
Махмуд Иззат (араб. محمود عزت‎; род. 5 мая 1992, Каир) — египетский футболист, защитник клуба «Прокси».

## Клубная карьера
Иззат начал карьеру в клубе «Араб Констракторс». В 2010 году он дебютировал за команду в чемпионате Египта. 15 апреля 2013 года в поединке против «Эль Дахлея» Махмуд забил свой первый гол за «Араб Констракторс». Летом 2014 года Иззат на правах аренды перешёл в португальский «Насьонал» из Фуншала. 24 августа в матче против «Белененсиша» он дебютировал в Сангриш лиге. Летом 2015 года Иззат вернулся в Египет, подписав контракт с клубом «Смуха». 30 декабря в поединке против «Эль-Харби» Махмуд забил свой первый гол за «Смуху».

## Международная карьера
В 2011 году Хегази в составе молодёжной сборной Египта принял участие в молодёжном чемпионате мира в Колумбии. На турнире он сыграл в матче против команды Австрии.